# Gengoroh Tagame
Gengoroh Tagame (田亀 源五郎?, Tagame Gengorō; 3 febbraio 1964) è un fumettista giapponese apertamente gay e specializzato in manga erotici gay a tema BDSM, molti dei quali raffigurano atti di violenza sessuale. Le sue figure maschili sono spesso spiccatamente mascoline.

## Biografia
Nato in una famiglia di discendenza samurai, Tagame iniziò la sua carriera come disegnatore di manga nel 1982, mentre studiava graphic design presso la Tama Art University (多摩美術大学?). I suoi lavori sono stati pubblicati in svariate riviste gay giapponesi, incluse Sabu, G-men e SM-Z. Dal 1986 utilizza lo pseudonimo Gengoroh Tagame e dal 1994 vive dei profitti delle proprie opere. Nel 2006 Tagame ha pubblicato una serie di artbook in due volumi sulla storia dell'arte erotica gay in Giappone dagli anni Cinquanta ad oggi, Nihon no gei, erotikku āto (日本のゲイ・エロティック・アート? "L'arte erotica gay del Giappone").
Tutti i suoi lavori contengono uomini virili, o giovani, e il loro apprendimento di una sottomissione fisica e mentale. I suoi lavori includono: Jujitsu Kyoshi presso B Product; Emono, Shirogane no Hana (3 vol.) e Pride (3 vol.) su G-Project. Naburi mono ("Zimbello"), serializzato su G-Men nel 1994, riguarda il rapimento di un wrestler che rifiuta un boss della yakuza.. Il suo manga Gunji (軍次?) è stato tradotto in francese nel 2005, seguito da Arena nel 2006 e Goku nel 2009. Inoltre un artbook dei suoi lavori è stato pubblicato in Francia dalla H&O Editions. Sempre in Francia si è tenuta nel maggio 2009 una mostra dei suoi lavori.
Tagame è considerato ad oggi il creatore di manga gay più influente in Giappone e «il più talentuoso e famoso autore di manga gay a tema sadomaso». La maggior parte dei suoi lavori è apparsa per la prima volta su riviste gay e di solito trattano di abuso sessuale. Il suo dipingere uomini muscolosi e villosi è stato citato come catalizzatore per il cambiamento nella moda fra le persone gay iniziato nel 1995, che ha portato a un allontanamento dagli stereotipi bishōnen di uomini snelli e glabri verso una tendenza per la mascolinità e la presenza fisica.
Tagame è stato pubblicato per la prima volta in Italia nel 2009 dalla Black Velvet Editrice con la raccolta di storie Racconti estremi. In Italia, di Tagame è stato anche pubblicato Virtus, dalla casa editrice Renbooks, specializzata in fumetti rivolti a pubblico LGBT. Questo volume è ambientato nell'antica Roma e nell'edizione italiana differisce leggermente dal volume originale, per espresso volere dell'autore, che ha seguito passo a passo la lavorazione dell'edizione italiana. Nel luglio 2014 la Renbooks pubblica anche L'inverno del pescatore, opera del 2011 nella quale Tagame racconta una storia in cui viene dato più spazio alla parte sentimentale rispetto ai suoi lavori precedenti.

## Riconoscimenti
Tra i vari premi ricevuti, si distingue il Eisner Award - Migliore edizione statunitense di opere straniere del 2018 con Il marito di mio fratello.
Quest'ultimo manga nel 2015 ha ricevuto anche un "Excellence Prize" al 19° Japan Media Arts Festival, nel dicembre 2016 è stato nominato per il "Best Comic" al 44º Festival internazionale del fumetto di Angoulême, nel 2018 ha ricevuto l'Excellence Award al 47° Japan Cartoonists Association Award.

## Opere pubblicate in Italia
- Racconti estremi (Black Velvet, 2009)
- Virtus (Renbooks, 2012)
- L'inverno del pescatore (Renbooks, 2014)
- Il marito di mio fratello (Panini Comics, 2017)